# هولدینگ دمیراؤرن
دِمیر اؤرَن گروه دِمیراورِن (به ترکی استانبولی: Demirören Group)  به معنی آهن باف یک شرکت خوشه‌ای ترکیه‌ای  های این شرکت عبارت است از میلان گاز (توزیع کننده گازمایع)
مرکز خرید دمیرورن خیابان استقلال در بی‌اوغلو، و همچنین چندین روزنامه، ایستگاه تلویزیونی و رادیویی به علاوهٔ یک پلتفرم ویدئو به درخواست به نام دی-اسمارت. دمیراؤرن همچنین مجوز و پخش کانال های وارنر مدیا از جمله کارتون نت‌ورک، بومرنگ و سی‌ان‌ان ترک در ترکیه را بر عهده دارد. تمام سهام گروه دمیراؤرن متعلق به خانواده دمیراؤرن است که روابط نزدیکی با رجب طیب اردوغان رئیس جمهور ترکیه دارند و همچنین در بخش انرژی، معدن و ساخت و ساز فعال هستند.